# ソナタ (ジェフスキー)
『ソナタ』（Sonata）は、1991年にフレデリック・ジェフスキーの手によって作曲され、本人の手で初演された。

## 経緯
アンリ・プッスールに献呈された。曲中は有名なシャンソン「武装した人」をふくむ六つのメロディーの変形に基づいた自由な構成になっており、典型的なソナタ形式を用いているわけではない。にもかかわらず、この作品は伝統的な三楽章構成である。演奏時間は40分ほどかかり、不屈の民変奏曲以来のピアノソロの大作である。「道」で超大作路線を歩む数年前の作品である。
この作品の大きな特徴として、ソプラノとピアノのためのアンチゴーン・レジェンド以来使用している12音組織（本人談では全ての音程を12音音列から導くとされる）の頻繁な使用により、めまぐるしく転調が行われている印象を与える点が挙がる。「不屈の民」の頃には偶数小節単位で変形及び合成が行われていたが、この作品では一小節間ですらシステムが変化していることも目立つ。「不屈の民」でも構成面にウエイトがかかっていたが、このソナタでも「練習番号ごとに似たような仕掛けを施している（本人談）」という話である。運動家らしくスコアにはブレヒトからの引用が見られるが、全体としては多様式主義の枠内で書かれた自由なピアノ作品に仕上がっており、かつての作風よりは随分聴きやすく明るい。内部奏法すら使われない。
1990年代にはジェフスキーは作曲よりも演奏に主軸を移していたこともあり（2000年代は作曲活動に戻している）、極めて高度のテクニックが用いられ、右手でも10度の開きが必要である。そのためか、挑戦するピアニストは今もなお少ない。

## 録音
アンソニー・デ・メア、ジェフスキー本人の旧録、及び新録、imslpアップロード版が入手可能。旧録には初版が使われているが、imslpで公表されたとおりの楽譜に改訂された後、新録はその改訂版に即興を加えた版で演奏されている。旧録（hathut）の速度を強調した凄みに比べ、新録（nonesuch）は随分と落ち着いた演奏であり、なおかつ精度が落ちる。imslpアップロード版ならではの彫りの深い解釈は旧録、新録のいずれにもみられない。